# Коронный разряд

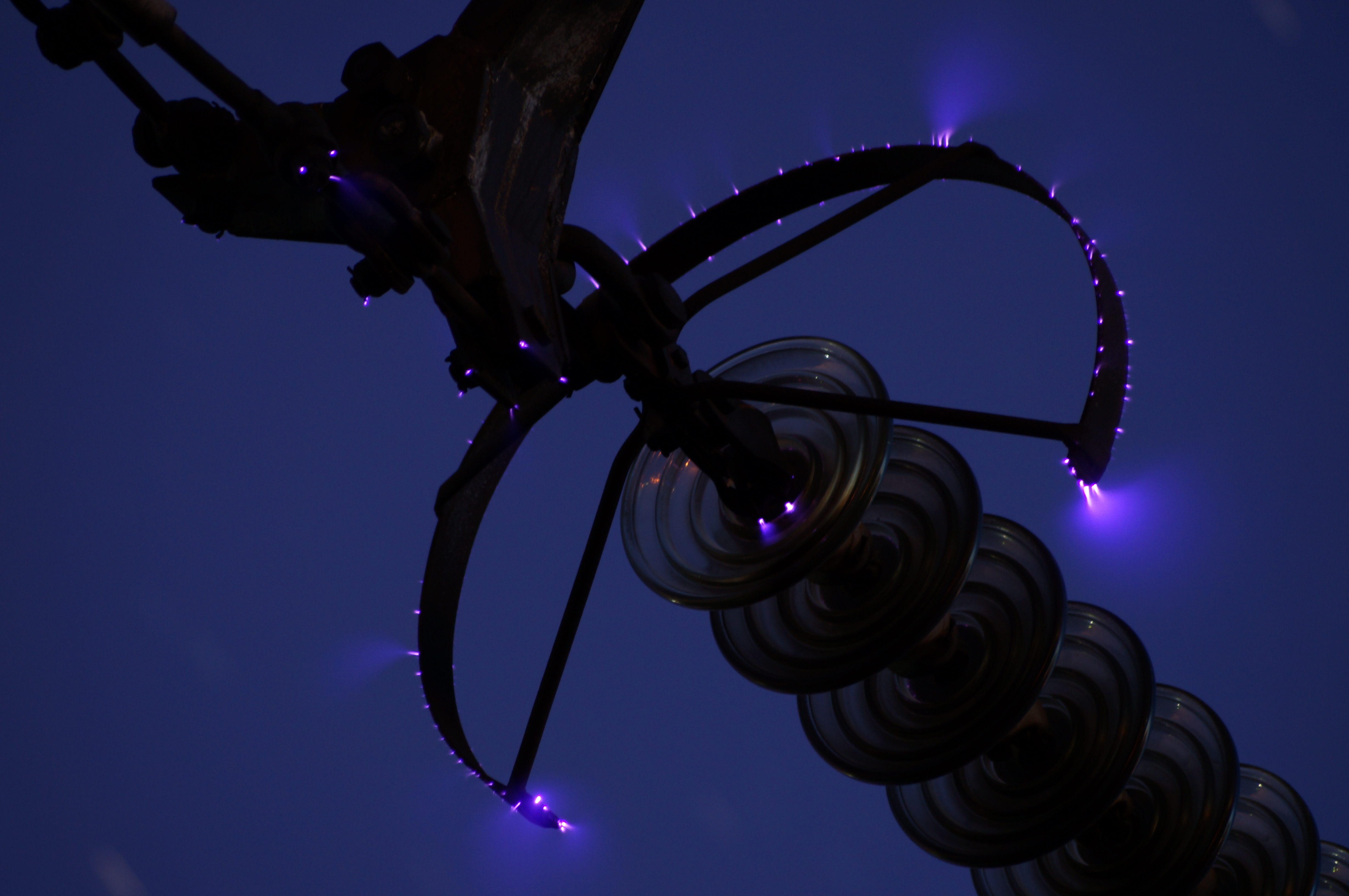
Коронный разряд на защитном кольце (экране) высоковольтной воздушной линии электропередачи напряжением 500 кВ

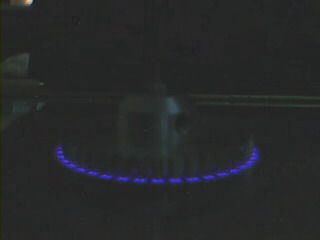
Коронный разряд на зубцах металлической шестерни

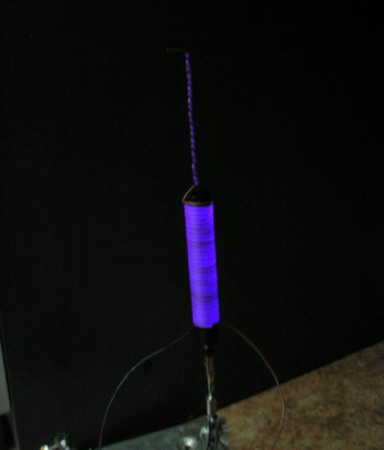
Коронный разряд на обмотке высоковольтной катушки

Коро́нный разря́д — это самостоятельный газовый разряд, возникающий в резко
неоднородных полях у электродов с большой кривизной поверхности (острия, тонкие провода). Зона вблизи такого электрода характеризуется значительно более высокими значениями напряженности поля по сравнению со средними значениями для всего промежутка. Когда напряжённость поля достигает предельного значения (для воздуха около 30 кВ/см), вокруг электрода возникает свечение, имеющее вид короны. При коронном разряде ионизационные процессы происходят только вблизи коронирующего электрода. Коронный разряд возникает при сравнительно высоком давлении воздуха (порядка атмосферного).
В природных условиях коронный разряд может возникать на верхушках деревьев, мачтах — так называемые огни святого Эльма.

## Механизм коронного разряда
Электрон, возникший при случайной ионизации нейтральной молекулы, ускоряется в электрическом поле и приобретает энергию, достаточную для того, чтобы при столкновении со следующей молекулой ионизовать её. В результате происходит лавинное увеличение числа заряженных частиц.
Если коронирующее остриё является катодом, такую корону называют отрицательной. В отрицательной короне ионизационные лавины направлены от острия. Воспроизведение свободных электронов обеспечивается здесь за счёт термоэмиссии из коронирующего электрода. На некотором удалении от острия, там, где электрическое поле является недостаточным, чтобы обеспечивать лавинную ионизацию, нейтральные молекулы захватывают свободные электроны, образуя отрицательные ионы, которые и являются носителями тока во внешней области.
Если коронирующее остриё является анодом, такую корону называют положительной. В положительной короне электроны притягиваются к острию, а ионы отталкиваются от него. Воспроизведение электронов, запускающих ионизационную лавину, обеспечивают вторичные фотопроцессы в газе вблизи от острия. Вдали от коронирующего электрода электрическое поле является недостаточным, чтобы обеспечивать лавинную ионизацию. Носителями тока в этой области являются положительные ионы, движущиеся от острия к отрицательному электроду. В отличие от ровного свечения отрицательной короны, в положительной короне иногда наблюдаются разбегающиеся от острия стримеры, которые при увеличении напряжения превращаются в искровые каналы.

## Применение
Коронный разряд применяется для очистки газов от пыли и сопутствующих загрязнений (электростатический фильтр), для диагностики состояния конструкций (позволяет обнаруживать трещины в изделиях).
Коронный разряд в воздухе используется в генераторах озона, применяемых для обеззараживания воды на станциях водоподготовки и на плавательных бассейнах.
Коронный разряд применяется в копировальных аппаратах (ксероксах) и лазерных принтерах для заряда светочувствительного барабана, переноса порошка с барабана на бумагу и для снятия остаточного заряда с барабана.
Коронный разряд применяется в газовых стабилитронах для стабилизации напряжения.
Коронный разряд применяется для определения давления внутри лампы накаливания. Величина разряда зависит от острия и давления газа вокруг него. Острие у всех ламп одного типа — это нить накала. Значит, коронный разряд будет зависеть только от давления. А значит, о давлении газа в лампе можно судить по величине коронного разряда.

## Коронный разряд на проводах ЛЭП
Коронный разряд на проводах линий электропередачи вызывает значительные потери передаваемой энергии. С целью сокращения потерь на общую корону применяется расщепление проводов ЛЭП на несколько составляющих, в зависимости от номинального напряжения линии.
«Системный» способ уменьшения потерь мощности на корону заключается в том, что в зависимости от влажности и температуры воздуха диспетчер уменьшает напряжение в линии до определенной величины. В связи с этим задаются наименьшие допустимые сечения по короне:
- 110 кВ — 70 мм² (сейчас рекомендуется использовать сечение 95 мм²).
- 150 кВ — 120 мм².
- 220 кВ — 240 мм².